# Holophloeus loebli
Holophloeus loebli is een keversoort uit de familie boksnuitkevers (Anthribidae). De wetenschappelijke naam van de soort werd in 2020 gepubliceerd door Trýzna en Baňař.